# Coelogyne craticulilabris
Coelogyne craticulilabris är en orkidéart som beskrevs av Cedric Errol Carr.
Coelogyne craticulilabris ingår i släktet Coelogyne och familjen orkidéer. Inga underarter finns listade i Catalogue of Life.